# Camille Malvy
Pour les articles homonymes, voir Malvy.
Camille Malvy est un footballeur français né le 8 février 1912 (ou 1915 selon d'autres sources) à Oran (Algérie française) et mort le 17 juin 1999 à Cognac. 
Il débute au CA Paris, avant de rejoindre l'Olympique de Marseille pendant la guerre. Évoluant comme défenseur, il participe à la finale de la Coupe de France perdue par les olympiens, en 1940, contre le Racing Club de Paris, 2 à 1.
Il termine sa carrière après-guerre, à l'US du Mans, en Division 2.

## Palmarès
- Finaliste de la Coupe de France en 1940 avec l'Olympique de Marseille